# Phorcus turbinatus
Il cornetto comune (Osilinus turbinatus ex Monodonta turbinata) (nome valido per SeaLifeBase, sinonimo per WoRMS) / Phorcus turbinatus (nome valido per WoRMS)) (Von Born, 1778) è un mollusco gasteropode marino della famiglia Trochidae.

## Distribuzione e habitat
Diffusa nel mar Mediterraneo e nell'oceano Atlantico orientale (dal Portogallo al Marocco e nelle Canarie).
Popola i fondali rocciosi e le praterie di Posidonia, dal piano mesolitorale sino a 5–10 m di profondità.

## Descrizione
Ha una conchiglia robusta, globosa, a spira conica non molto elevata (max 2–3 cm di altezza), con colorazione di fondo bianco-giallastra ornata da macchie grossolanamente rettangolari di colore dal rosso porpora al verde scuro al nero.
 
Il peristoma è arrotondato e con bordo affilato. L'ombelico è coperto da un deposito calloso.
Il mollusco è dotato di un opercolo corneo che gli consente di sigillare l'apertura della conchiglia.

## Biologia
Si nutre dello strato di alghe che gratta con la radula dalla superficie degli scogli.
Grazie all'opercolo corneo che sigilla l'apertura della conchiglia, è in grado di sopravvivere anche fuori dall'acqua, durante le fasi di bassa marea.
Le conchiglie di O. turbinatus si ritrovano abbondanti nei depositi archeologici della regione Mediterranea e sono una fonte potenziale di dati sulle paleotemperature e sulla palaostagionalità.